# Oxelösund
Oxelösund es una  ciudad en la provincia de Södermanland, Suecia. Tenía una población de 11 485 habitantes en 2023, en un área de 12,34 km². Se encuentra a menos de 15 kilómetros al sur del centro de la ciudad de Nyköping, con las dos áreas urbanas formando una aglomeración más amplia de casi 50 000 personas.